# ゾンビU

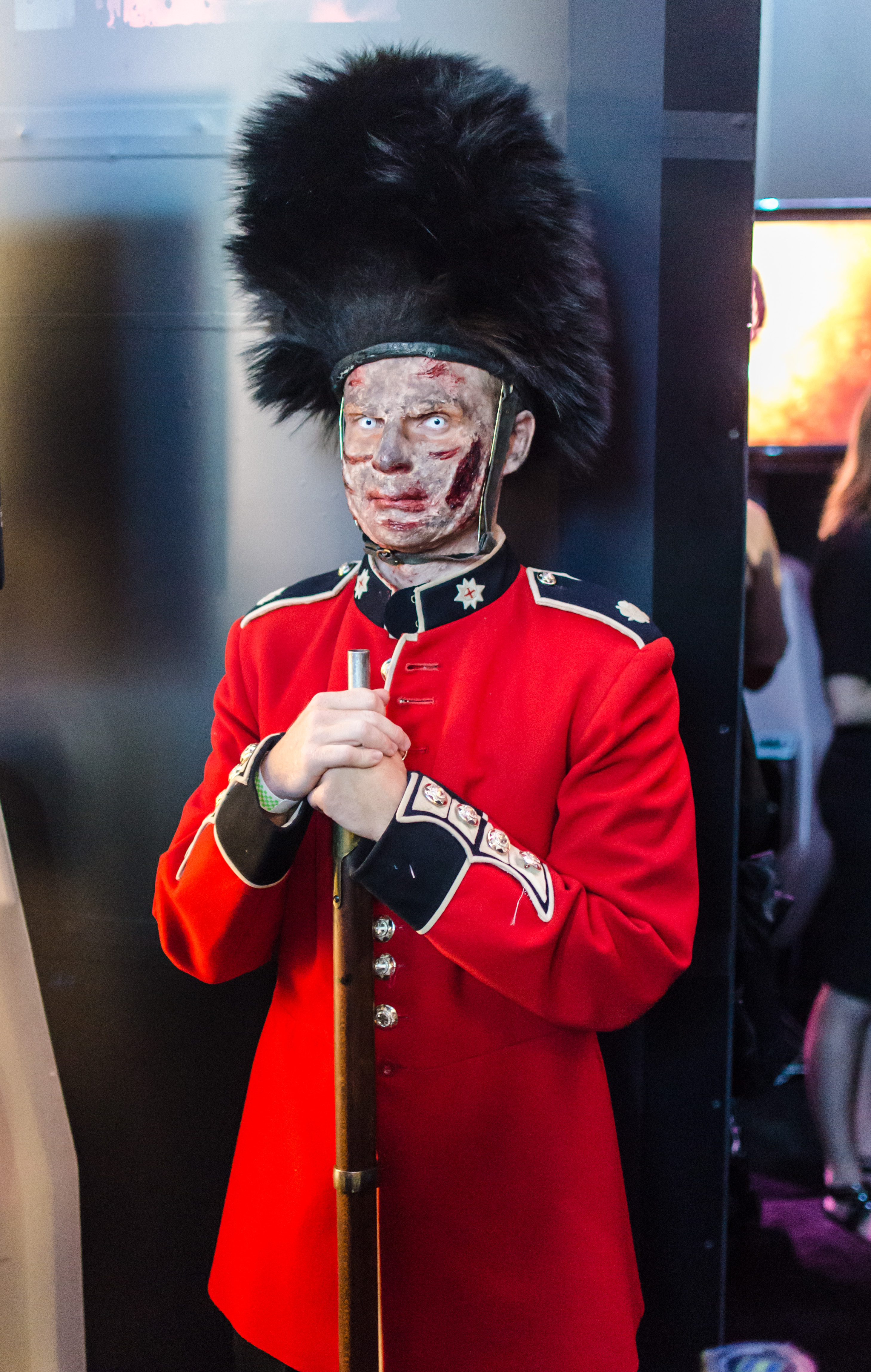
E3 2012のプロモーション

『ゾンビU』（ゾンビユー、英: ZombiU）は、ユービーアイソフトより2012年12月8日に発売されたWii U用の一人称視点のサバイバルホラーゲームソフト。本作のキャッチコピーは『生きるか、ゾンビか』。Wii Uのローンチタイトルのひとつ。
2015年には『ゾンビ』（英: ZOMBI）というタイトルでPlayStation 4、Xbox One、PCに移植された。

## 概要
ユービーアイソフトのWii U参入第1弾タイトルで、内容はファーストパーソン・シューティングゲーム型ホラーアクションゲーム（サバイバルホラー）。
一般的なゾンビゲームと異なる特徴として、Wii U GamePadの機能を使ってゲーム内の主人公を操作することができる。たとえばゲームパッドのジャイロ機能を用いて周囲をスキャンしたり、スナイパーライフルやクロスボウ、重機関銃を使用する場合にテレビ画面ではなくGamePadの画面でスコープを覗いて操作することが可能となっている。
主人公がゾンビによって殺害されると、他の一般人を新たな主人公として操作することになり、以前の主人公は前回の殺害場所でゾンビとなって襲ってくる。これを殺害し、リュックサックを探れば、以前の持ち物を取り返す事も可能である。ただし、リュックサックには所持数制限もある。

## 開発初期
開発初期の2011年のE3では、ゾンビUとしてではなく、エイリアンと戦うWii U専用の一人称型ホラーゲーム『宇宙から来た殺人鬼』（Killer Freaks From Outer Space）として発表された。ユービーアイソフトのシンボル的キャラクターのラビッツシリーズの一環として開発されていた。

## 舞台

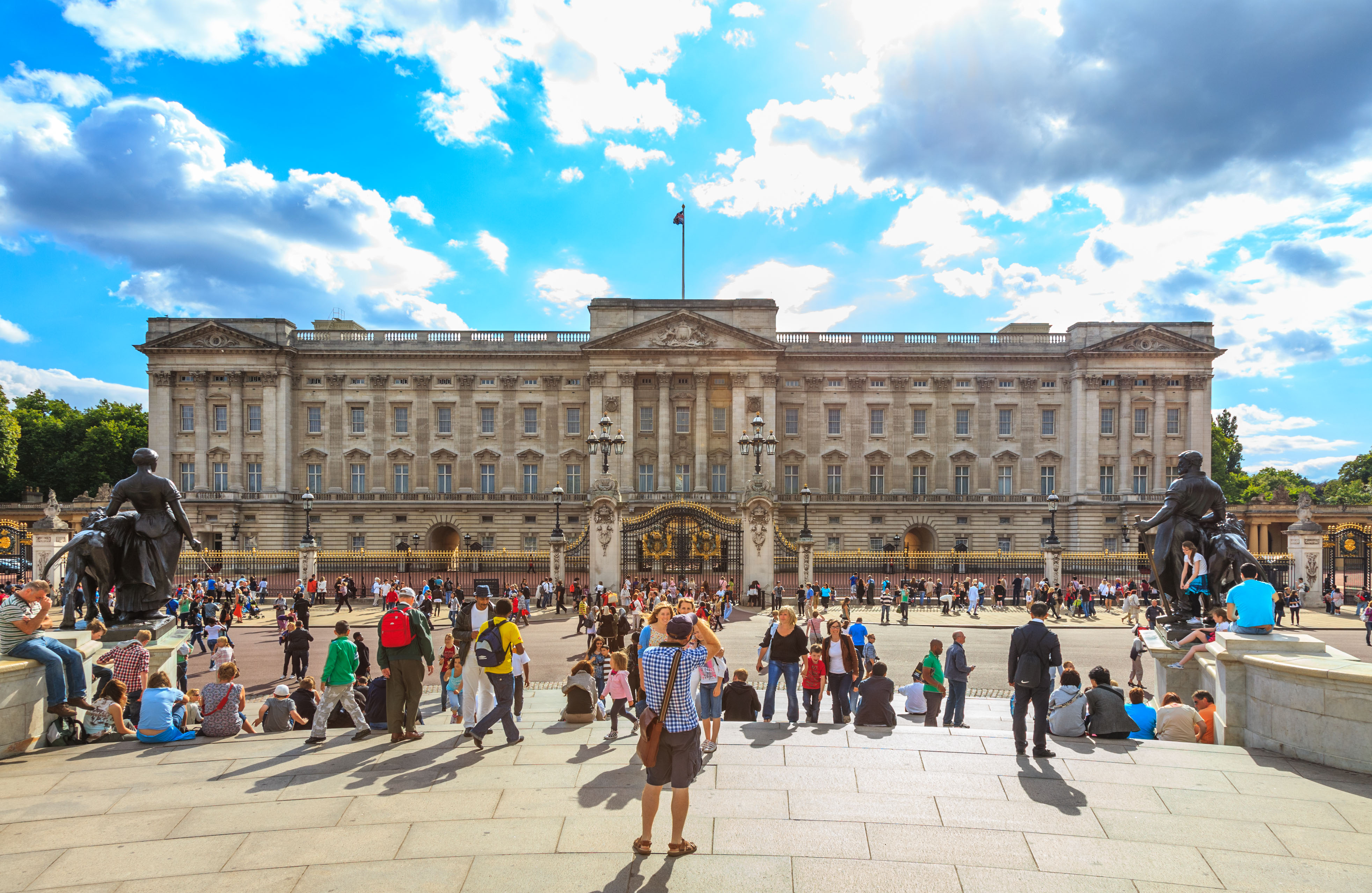
本作の主要舞台のひとつであるバッキンガム宮殿。

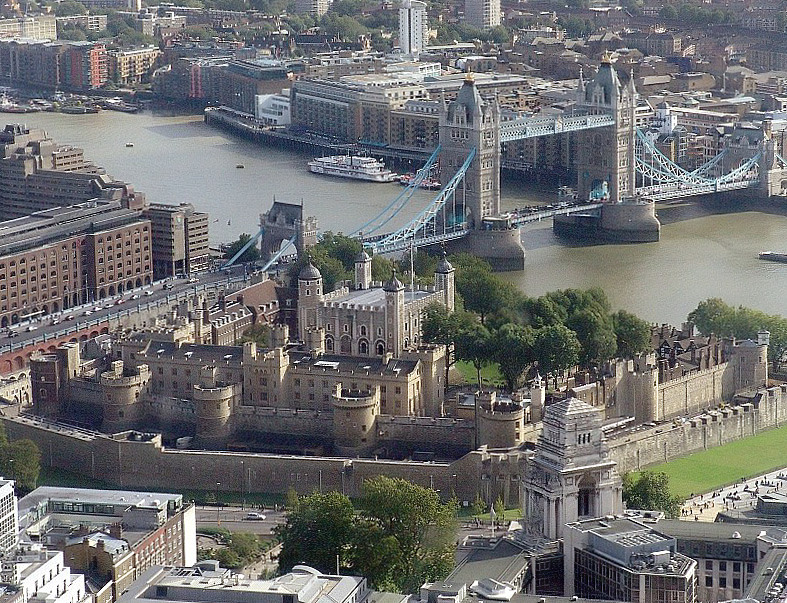
本作の主要舞台のひとつであるロンドン塔。奥にはタワーブリッジが見える。

イギリスの首都ロンドンが舞台であり、主題歌がイギリスの旧国歌（女王陛下万歳）である、バッキンガム宮殿などの実在の建築物が登場する、プレイヤーがクリケットのバットを使用できるなどの特徴がある。本作が発表されたE3 2012のユービーアイソフトブースでは、スタッフが作中にも登場するバッキンガム宮殿の近衛兵のゾンビに扮装するなど、イギリスの要素が強くアピールされていた。
本作の舞台としてロンドンが選ばれた理由としては、エリザベス2世の在位60周年記念式典（ダイヤモンド・ジュビリー）が開催された事や同時期にロンドンオリンピックも開催された事、ロンドンが切り裂きジャックなどの悲惨な事件が起きた過去を持つ事、中世と現代の混合の世界観などが決め手になったと任天堂の岩田聡にユービーアイソフトが伝えた。

## ストーリー
2012年。ロンドンでは、腐敗病と呼ばれるウイルスに感染した一般人がゾンビ化する事態が発生していた。主人公はロンドンを彷徨っていたところ、謎の声の主「プレッパー」と呼ばれる男性に地下鉄の隠れ家へと導かれ、さまざまなミッションを要請される。
主人公はゾンビに遭遇しながらも、バッキンガム宮殿や保育園、下水道、ガソリンスタンドといった場所を探索していたが、軍の航空部隊がロンドンへの空爆を計画していた。

## 登場人物
主人公（Survivor）
日本語音声: なし
荒廃したロンドンを彷徨う生存者。死亡するたびに性別、人種、年齢、職業の異なる生存者を操作することになる。
プレッパー（The Prepper）
日本語音声: 大川透
地下鉄内の監視室に住みつき、絶体絶命に陥っていた主人公を窮地から救った謎多き男。名前の意味は「備えある者」。音声のみで登場し、素性などは一切不明。
隠れ家や手製のデバイスであるプレッパー・パッド等を主人公に授け、監視カメラとスピーカーを通じて主人公を誘導する。
かつて「レイブンズ・オブ・ディー」や陸軍の通信部隊に所属していたらしい。今回のゾンビ大量発生は400年前から予言されていたため、以前からそれを信じて隠れ家を各地に設置していた。
古巣のレイブンズを「烏合の衆」と罵倒しており、何らかの衝突があったものと思われる。
ピーター・ナイト博士（Dr. Peter Knight）
日本語音声: 小山剛志
バッキンガム宮殿内にいる王室直属の医師で、イギリス軍の医療班にも所属している。主人公に優しく話しかけてくる。宮殿内でウィリアム・バードの曲を流している。
パナケイアと呼ばれるワクチンを開発をしており、ゾンビの噛みつきに対抗する抗ウイルス剤を提供してくれる。
ソンドラ・ケリー（Sondra Kelley）
日本語音声: 高垣彩陽
「レイブンズ・オブ・ディー」の女性リーダー。スナイパーライフルで武装しており、仲間の狙撃手とともに、ゾンビの大群に襲われる主人公を助けてくれる。
勇ましく気丈な性格だが、取り乱すと突然罵り出すなどの一面もある。
ヴィクラム（Vikram）
スピタル・フィールズグリーンにあるガソリンスタンドのオーナーで、プレッパーの知人。息子と一緒に立てこもっている。
ジョン・ディー（John Dee）
400年前に実在したイギリスの予言者。エリザベス1世に仕えていた。本作においては2012年の腐敗病を予言しており、物語の中において一連のゾンビ事件は「ディーの予言」とも言われている（ゲーム内の予言はフィクションである）。

## 登場する勢力・団体
レイブンズ・オブ・ディー（The Ravens of Dee）
17世紀、来たるべき腐敗病の発生に備えるために、時の国王チャールズ2世により創設された非公式の対ゾンビ組織。黒いカラスをシンボルとしており、ロンドン市内の至る所に彼らのマークがある。
イギリス軍（British Armed Forces）
作品中ではゾンビによって主要な部隊は壊滅し、ゾンビとなっている。宮殿前には沢山の軍事用車両や様々な軍用物資が落ちていることもある。また、終盤では空軍が登場し、ゾンビをロンドンごと焼き尽くす「ファイアーウォール作戦」を実行する。

## 登場武器
イギリスを舞台とした本作では、近接武器としてクリケットのバットが登場するほか、変種として釘バットが登場する。このほかにも、銃器類は使い込むとスキルレベルが上がり、リロード速度上昇や反動が少なくなる一方、大きな銃声にゾンビが反応したり、主人公が変わるとスキルがリセットされるといった短所がある。また、探索をしていくと、アップグレードアイテムもある。

## マルチモード
本作のマルチモード（オンラインゲーム）は人間対ゾンビの対戦型式のマルチモードとなっている。なお、利用料金は無料。オンラインメッセージ機能が搭載されている。
「キング・オブ・ゾンビ」（ゾンビ）となったプレーヤーは、Wii U GamePad、人間側がWii U PROコントローラーを使い、「キング・オブ・ゾンビ」はWii U GamePadのマップを見ながら、時間の経過と共に加算されるコインを消費して配置できる。

### ゲームモード
マルチプレイのゲームモードは3つ。マップ上にあるフラッグをより早く集める「アサルト」、ゾンビが倒れた数を生存者が死亡するまでの間で競う「バトルエリア」、決められた制限時間で生き残りをかける「サバイバル」となっている。

## 移植版
2015年には、PlayStation 4、Xbox One、 PC向けに「ゾンビ」（ZOMBI）というタイトルで移植された。当初はダウンロード専売タイトルだったが、2016年にはPS4とXbox One向けにパッケージ版も発売されている（Xbox One版は国内未発売）。

### 変更点
画面付きのゲームパッドを採用しているWii Uとはプラットフォームが異なるため、テレビ画面とゲームパッド画面の2画面を使い分けるプレイスタイルには非対応となっている。また同様の理由から、2画面を用いたマルチプレイも削除されている。
Wii U版では「CERO：D（17才以上対象）」であるのに対し、移植版では「CERO：Z（18才以上のみ対象）」へと変更されている。
理由として、国内のWii U版ではゾンビの欠損表現や血液表現などが一部修正されていたが、PS4、Xbox One、PC版は国内版においても海外版同様に無修正である。なお、日本語吹き替えは廃止された。
ゲーム内容の追加点としては、「ショベル」や「釘バット」などの新しい武器が追加されている。また、グラフィックは基本的にWii U版と同一であるものの、新たなプラットフォームに最適化されており、ロード時間の短縮やビジュアルエフェクトの向上がなされている。

## 反響

### 続編
本作は発売当初から続編の制作が予定されており、ユービーアイソフトの開発陣からも「現在プロトタイプの開発が進行中」と言われていた。
しかしその後「予想以上に利益（売上）が不調だった」ため中止と公式に発表された。
フランスのAmazon.comによると次回作はアメリカ合衆国のニューヨークが舞台だったという。

### 評価
電ファミニコゲーマーの編集部は、イギリスを舞台としていることに加えて、「主人公が死亡すると、別の生存者が主人公としてゲームが継続する。しかも、死亡した元主人公はゾンビ化した状態で新しい主人公に襲いかかる」という点が本作と他のゾンビゲームとの違いを際立たせていると評価している。また、同社の編集部は、Wii Uのゲームパッドで情報を確認している間もゲーム内の時間が継続している点については、Wii Uの仕組みをうまく使った演出だと評価している。